# British Home Championship 1902
De British Home Championship van 1902 was de 19e editie van de British Home Championship. Het toernooi werd gehouden van 22 februari tot en met 3 mei 1902. Schotland werd kampioen.

## Eindstand
| Team      | Gsp | W | G | V | DV | DT | DS | Ptn |
| --------- | --- | - | - | - | -- | -- | -- | --- |
| Schotland | 3   | 2 | 1 | 0 | 12 | 4  | +8 | 5   |
| Engeland  | 3   | 1 | 2 | 0 | 3  | 2  | +1 | 4   |
| Wales     | 3   | 1 | 0 | 2 | 4  | 6  | –2 | 2   |
| Ierland   | 3   | 0 | 1 | 2 | 1  | 8  | –7 | 1   |

## Wedstrijden
|                                                     |       |                         |         |                                                                                        |
| 22 februari 1902 «onderlinge duels» 15:30 uur (UTC) | Wales | 0 – 3                   | Ierland | Cardiff Arms Park, Cardiff Toeschouwers: 10.000 Scheidsrechter: Arthur Kingscott (ENG) |
| 22 februari 1902 «onderlinge duels» 15:30 uur (UTC) |       | 40', 60', 75' Andy Gara |         | Cardiff Arms Park, Cardiff Toeschouwers: 10.000 Scheidsrechter: Arthur Kingscott (ENG) |

|                                                      |               |       |                                                                 |                                                                             |
| 1 maart 1902 «onderlinge duels» 15:30 uur (UTC–0:25) | Ierland       | 1 – 5 | Schotland                                                       | Grosvenor Road, Belfast Toeschouwers: 15.000 Scheidsrechter: Fred Bye (ENG) |
| 1 maart 1902 «onderlinge duels» 15:30 uur (UTC–0:25) | Bob Milne 88' |       | 43', 75', 77' Robert Hamilton 52' Bobby Walker 80' Albert Buick | Grosvenor Road, Belfast Toeschouwers: 15.000 Scheidsrechter: Fred Bye (ENG) |

|                                                 |       |       |          |                                                                                     |
| 3 maart 1902 «onderlinge duels» 15:30 uur (UTC) | Wales | 0 – 0 | Engeland | Racecourse Ground, Wrexham Toeschouwers: 10.000 Scheidsrechter: Tom Robertson (SCO) |
| 3 maart 1902 «onderlinge duels» 15:30 uur (UTC) |       |       |          | Racecourse Ground, Wrexham Toeschouwers: 10.000 Scheidsrechter: Tom Robertson (SCO) |

|                                                  |                                                                                       |       |                  |                                                                                    |
| 15 maart 1902 «onderlinge duels» 15:30 uur (UTC) | Schotland                                                                             | 5 – 1 | Wales            | Cappielow Park, Greenock Toeschouwers: 5.284 Scheidsrechter: Joseph MacBride (IRL) |
| 15 maart 1902 «onderlinge duels» 15:30 uur (UTC) | John Robertson 38' Albert Buick 47' Alec Smith 50' Bobby Walker 55' John Campbell 88' |       | Hugh Morgan-Owen | Cappielow Park, Greenock Toeschouwers: 5.284 Scheidsrechter: Joseph MacBride (IRL) |

|                                                       |         |                  |          |                                                                                        |
| 22 maart 1902 «onderlinge duels» 15:30 uur (UTC–0:25) | Ierland | 0 – 1            | Engeland | Balmoral Showgrounds, Belfast Toeschouwers: 12.000 Scheidsrechter: Tom Robertson (SCO) |
| 22 maart 1902 «onderlinge duels» 15:30 uur (UTC–0:25) |         | 86' Jimmy Settle |          | Balmoral Showgrounds, Belfast Toeschouwers: 12.000 Scheidsrechter: Tom Robertson (SCO) |

|                                 |                 |                  |                 |                     |
| 5 april 1902 «onderlinge duels» | Schotland Brown | 1 – 1 (gestaakt) | Engeland Settle | Ibrox Park, Glasgow |
| 5 april 1902 «onderlinge duels» |                 |                  |                 | Ibrox Park, Glasgow |

|                                               |                                    |       |                                   |                                                                                 |
| 3 mei 1902 «onderlinge duels» 15:30 uur (UTC) | Engeland                           | 2 – 2 | Schotland                         | Villa Park, Birmingham Toeschouwers: 15.000 Scheidsrechter: James Torrens (IRL) |
| 3 mei 1902 «onderlinge duels» 15:30 uur (UTC) | Jimmy Settle 65' Albert Wilkes 67' |       | 3' Bobby Templeton 28' Ronald Orr | Villa Park, Birmingham Toeschouwers: 15.000 Scheidsrechter: James Torrens (IRL) |